# Florimond de Raemond
Florimond de Raemond (Agen, 1540 - Burdeos, 17 de noviembre de 1601) fue un jurista, contrarreformista e historiador francés. También fue una figura política de Aquitania y miembro del parlamento de Burdeos. Escribió una obra sobre la historia de Francia en varios volúmenes desde una perspectiva católica.

## Biografía
Procedía de una antigua familia noble de la región de Toulouse. Su padre era Robert I de Raymond, 2º Señor de Suquet (fallecido en 1605) y su madre Marie de Saint-Gilis. La pareja tuvo tres hijos y una hija.
En su época de estudiante tuvo como profesor a Pierre de la Ramée y como amigos a Blaise de Monluc y Michel de Montaigne. Cuando este último dimitió el 23 de julio de 1570, cedió su cargo en el parlamento de Burdeos a Florimond de Raemond. De Raemond fue una figura importante en los círculos intelectuales de Burdeos.
Participó activamente, a través de sus escritos, en los conflictos religiosos de mediados del siglo XVI. Su principal obra fue Histoire de la naissance, progrès, et décadence de l'hérésie de ce siècle, publicada póstumamente en 1605 en París y traducida a varias lenguas, entre ellas el latín, el alemán y el neerlandés.

## Obras
- L’Antichrist. Lyon 1597 books.Google
- L’anti-Christ et l’anti-Papesse. L’Agellier, 1599
- L’anti-Papesse, ou erreur populaire de la papesse Jeanne. Jean de la Rivière, 1613 books.Google
- Synopsis omnium hujus temporis controversiarum tam inter Lutheranos, Calvinistas quam alios plurimos. sumpt. J. A. Kinchii, 1655
- Histoire de la naissance, progrès et décadence de l’hérésie de ce siècle. Cailloüet, 1623